# Irfan Orga
Irfan Orga (Istanboel, 31 oktober 1908 – 29 november 1970) was een Turks gevechtspiloot en schrijver. Orga schreef boeken in het Engels over verschillende aspecten van het Turkse leven, waaronder de geschiedenis en kookkunst, alsook over het leven van Atatürk. Orga's autobiografie Portrait of a Turkish Family (1950) werd internationaal erg goed onthaald.

## Biografie
Irfan Orga werd geboren in een welgesteld Turks gezin te Istanboel. De oorlog was een keerpunt voor het Ottomaanse gezin; zijn vader en oom overleefden de oorlog niet. Ook de val van het Ottomaanse Rijk en het ontstaan van de moderne republiek Turkije lieten het gezin getekend achter. Naar aanleiding hiervan schreef hij zijn ervaringen neer in het boek Portrait of a Turkish Family, die de omstandigheden schetst van zijn leven. Het boek werd nadien ook in verschillende talen vertaald ("Aan de oevers van de bosporus" is de Nederlandstalige versie).
In de Tweede Wereldoorlog werd Irfan gestationeerd in Engeland, waar hij Margaret Veronica Gainsboro leerde kennen. Toen hij verliefd werd op haar, werd hij ontzet uit zijn functie en diende hij Turkije te verlaten. Ze weken uit naar Engeland, waar ze in 1948 huwden.
In Ankara werd hij in 1949 bij verstek alsnog veroordeeld voor het samenwonen met een vreemdelinge, wat in het toenmalige Turkije een militaire misdaad betrof. Hij zou nooit meer naar Turkije terugkeren.
Toch is de band met Turkije steeds gebleven, wat blijkt uit de vele werken en boeken. Het was in Engeland dat hij zijn schrijverscarrière startte met boeken over de verschillende levensdomeinen van het Turkse leven.

## Vertalingen
- "Aan de oevers van de Bosporus" Amsterdam – Antwerpen: Atlas, 2002